# فریدون جنیدی
فریدون جنیدی (زادهٔ ۲۰ فروردین ۱۳۱۸) از پژوهندگان فرهنگ و زبان‌های باستانی ایران است. زمینهٔ تخصصی فعالیتش شاهنامه‌پژوهی است.

## زندگی
فریدون جنیدی، فرزند بکتاش ایرانی و پدربزرگی قندهاری در ۲۰ فروردین ۱۳۱۸ در کوهستانِ ریوندِ نیشابور (روستای معدن) زاده شد. در سال ۱۳۵۸، بنیاد نیشابور را بنیان نهاد و اکنون مدیر بنیاد نیشابور و نشر بلخ است.
او سال‌ها در دانشگاه‌های صنعتی شریف، تهران و کرمان به آموزش زبان‌های باستان و شاهنامه پرداخته‌است.
در سال ۱۳۶۴ که پروفسور دِرمِه، استاد زبانهای ایران باستان در دانشگاه ناپل، به ایران آمده بود، در همان دفتر روانشاد خرمشاهی به دیدار جنیدی رفت. پروفسور درمه که «نامهٔ پهلوانی» را خوانده بود، در آن دیدار به استاد گفت که شیوهٔ آموزشی ایشان در «نامهٔ پهلوانی» بهترین شیوهٔ آموزش پهلوی در جهان است، و استاد جنیدی را برای آموزش به مدت سه سال به دانشگاه ناپل فراخواند، اما استاد این دعوت را نپذیرفت. 
با پافشاری و پایمردی بنیاد نیشابور، سرانجام آموزش زبان پهلوی از دیوارهای سخت و بستهٔ دانشگاهها بیرون آمد و در سال ۱۳۷۶، گروه باستانشناسی و تاریخ هنر دانشگاه تهران از استاد درخواست کرد تا به دانشجویان آن گروه پهلوی بیاموزد. دانشجویان، خود بهترین پیام رسانان پیام بنیاد نیشابور دربارهٔ آموزش آزاد هستند. پس دانشجویان دانشکدهٔ مهندسی برق دانشگاه صنعتی شریف نیز از دانشکدهٔ خود خواستند تا استاد را برای آموزش پهلوی فرا بخوانند، و پس از آن، نوبت به دانشکدهٔ پزشکی دانشگاه تهران رسید که خواستار آموختن پهلوی شوند. 
وی در حال حاضر به صورت آزاد و رایگان به آموزش زبان‌های پهلوی و اوستایی و برگزاری انجمن‌های شاهنامه‌خوانی در بنیاد نیشابور مشغول است.
وی از سال ۱۳۶۴ چند شماره مجلهٔ پژوهشی نامه فرهنگ ایران را منتشر کرده‌است. او شاهنامه را هویت ایرانی می‌دانند.

## نظرات جنجالی

### اهمیت شاهنامه
من در سال ۱۳۵۸ می‌اندیشیدم که چه کار باید کرد که این جوانان ره گم کرده امروزی آینده خوب و درخشانی داشته باشند که در خور نام و فرهنگ ایران باشد؟ پس از کلی فکر به اینجا رسیدم که جوان ایرانی چاره‌ای ندارد جز اینکه شاهنامه را بخواند. اگر شاهنامه را بخواند همه آداب فرهنگ، درخشش، زندگی نیک، راستی‌ها، پاکی‌ها و همه آن عزت‌ها و شرف‌های ایران باستان و نیاکان ارجمند ما بر می‌گردد به جامعه ما و می‌توانیم امید داشته باشیم که جوانان ایرانی، آینده خوبی داشته باشند

### تحریف در شاهنامه
وی می‌گوید بخش‌هایی از شاهنامه افزوده‌هایی است که دیگران پس از فردوسی اضافه کرده‌اند و در همین اضافات است که نام سلطان محمود غزنوی به شاهنامه راه یافته. این از زمان سلطنتِ مودودِ بن مسعود بن محمود غزنوی انجام شده‌است.
گونه‌های سخنان افزوده به شاهنامه از زبان فریدون جنیدی:
سه گونه افزوده در شاهنامه از سوی سه دسته دیده می‌شود:
1. پچین برداران (کاتبان) نسخه‌های شاهنامه در سده‌های پس از نگارش شاهنامه؛
2. ساسانیان که در سراسر شاهنشاهی خود، در تاریخ دست می‌بردند و سخنانی نادرست را به خدای نامه اندر می‌کردند و آن سخنان در شاهنامه منثور ابومنصوری به فارسی ترجمه شد و سپس فردوسی با سخن بلند خویش آن‌ها را سرود
3. دستگاه غزنویان که سخنانی را پس از مرگ فردوسی به شاهنامه افزودند تا بتوان ستایش‌های محمود را در میان آن سخنان افزوده گنجاند و به فردوسی نسبت داده اند.سجاد آیدنلو می‌نویسد:

«نظریهٔ که ویراستار گرامی این است که همه ستایش‌های محمود غزنوی در شاهنامه، الحاقی و سروده وابستگان دربار غزنوی است. دربارهٔ این پندار … چند پرسش مهم بی پاسخ می‌ماند:
1. شمار این‌گونه بیت‌ها در مقایسه با تعداد ابیات شاهنامه بسیار اندک است و افزایندگان که برای الحاق هر بیت پاداش می‌گرفته‌اند، چرا بیش از ۲۸۱ بیت در ستایشِ امیرِ ماضی دادِ سخن نداده‌اند؟
2. درجه مبالغه این مدایح در سنجش با قصاید دیگر شعرای دربار محمود بسیار کمتر است و حتی در بعضی ابیاتِ آن آشکارا یا غیرمستقیم به سلطان اندرز داده شده‌است
3. اگر مزدوران می‌کوشیدند با شصت‌هزار بیت کردنِ شاهنامه بر افسانه شصت‌هزار دینار محمود به فردوسی صحه بگذارند، چرا در هیچ‌یک از ابیاتِ این مدایح به دریافتِ صله سلطان و سپاس از او اشاره ای نشده و برعکس، از حسد بردنِ بدگویان در کار شاعر و بی‌توجهی محمود به شاهنامه شکایت شده‌است؟[۱۴]

### ریشه ایرانی اروپائی‌ها
وی معتقد است اقوام اروپایی عمدتاً ریشه ایرانی دارند:
آن گروه از آریاییان که به منتهی الیه اروپا مهاجرت کردند نیز همین نام را بر سرزمین خود نهادند: «ایرلند» یعنی سرزمین آریاییان …
«گل» ها که نژاد «گیل» اند شباهت‌های زیاد گفتار و رسوم روستاییانشان با گیلانیان گواه بر این ادعا است …
از کجا که پرتقال، صورت دیگر از پرتوی و پارتی نباشد
اسپانی و سپاهان یا اصفهان … جرمن و گرمان (ایل گرمانج) .... سکسون و سگزی

### تاریخ ۲۵۰۰ ساله جعلی است
وی معتقد است تاریخ ایران بسیار طولانی‌تر از ۲۵۰۰ سال است و غربیها ۲۵۰۰ سال را به دلیل حسادت به ما القا کرده‌اند تا احساس تقدم زیادی نکنیم:
«تاریخ ایران از آفرینش آغاز می‌شود و دانش پیشرفته امروز آن را تأیید می‌کند. ..... نهایت تاریخ اروپاییان ۱۸۰۰ سال بیشتر نیست و هرچه از یونانیان نیز به یادگار دارند، افکاری توأم با خواب و خیال و افسانه است و سرشار از خدایان دروغین و اعتقاداتی است که با نام اسطوره توجیه می‌کنند.
به همین دلیل اروپاییان از رخوت ایرانی‌ها که بعد از حمله مغول ادامه داشت استفاده کردند و با دروغ و تزویر سعی در ساختن تاریخی برای ایران کردند که تا حد تاریخ خودشان باشد.
برای همین حکومت مادها را سرچشمه تاریخ ایران دانستند که حدود ۲۷۵۰ سال قدمت دارد و تمام اکتشافات باستانشناسی قبل از حکومت مادها را مربوط به اقوام دیگر دانستند…
این دروغ تاریخی که با دامن زدن صهیونیسم بین‌المللی رشد کرده‌است با هدف قطع حافظه تاریخی ایرانیان صورت گرفته‌است.
بنابراین غربی‌ها این حقیقت و فرهنگ ایران را کتمان می‌کنند و از دیدگاه خود به تاریخ ما نگریسته‌اند که مهم‌ترین این دیدگاه‌ها، دیدگاه اسطوره‌ای است و به تاریخ ما جلوه‌ای اسطوره‌ای داده‌اند».
پژوهشهای فریدون جنیدی نشان داده است که دو بخش نخست شاهنامه که به ”اسطوره ای“ و ”پهلوانی“ موسوم شده، در حقیقت معنای رمزآمیز دارد و بخشهایی بس دور، از تاریخ ایران را مینُمایاند، برای نمونه، ضحاک نماد سلطهٔ سامیان بر ایران است و مارهای دوش او نماد دو آتشفشان هستند که در آن هنگام آتشفشانی میکرده اند. در پژوهش استاد، مردان و پهلوانان اسطوره ای نماد اقوام ایرانی یا آریایی یا دورانهایی از زندگی آریائيان هستند و زنان نماد جایهای جغرافیایی میباشند. فریدون جنیدی نظریات خود را نخست در سال ۱۳۵۸ در کتاب «زندگی و مهاجرت نژاد آریا» و آنگاه به گونهٔ گسترده تر در ۱۳۹۲ در کتاب «داستان ایران» منتشر کردند. 

## آثار
جنیدی بیش از ۳۰ سال از عمر خود را برای ویرایش شاهنامه صرف کرده‌است تا بنا به نظر خود بیت‌های افزودهٔ شاهنامه را از آن‌ها جدا کند. نسخه او در سال ۱۳۸۷ منتشر شد.
دیگر آثار او:
1. نامه پهلوانی، خودآموز خط و زبان پهلوی ساسانی و اشکانی[۱۹][۲۰]
2. زندگی و مهاجرت آریاییان بر پایه گفتارهای ایرانی[۲۱]
3. فرهنگ هزوارش‌های پهلوی[۲۲]
4. داستان‌های رستم پهلوان (مجموعه یازده جلدی)[۲۳]
5. زروان، سنجش زمان در ایران باستان (دربارهٔ مناسبت‌های روزها و ماه‌های سال در ایران باستان)[۲۴]
6. فضل بن شادان نیشابوری و نبرد اندیشه‌ها در ایران پس از اسلام چاپ نخست ۱۳۶۰[۲۵]
7. زمینهٔ شناخت موسیقی ایران، انشارات پارت، ۱۳۶۱
8. داستان ایران، بربنیاد گفتارهای ایرانی، دفتر نخست: از آغاز تا خاموشی دماوند
9. حقوق جهان در ایران باستان
10. پیشگفتار زیبای کتاب؛ واژه‌های ایرانی در زبان انگلیسی تألیف دکتر محمد علی سجادیه. بنیاد نیشابود ۱۳۶۴

## نگارخانه
- پرونده:Freydun Jonadi.jpg
- پرونده:Freydun Jonadi7.jpg
- پرونده:Freydun Jonadi9.jpg
- پرونده:Freydun Jonadi3.jpg
- پرونده:Freydun Jonadi4.jpg
- پرونده:Freydun Jonadi5.jpg
- پرونده:Freydun Jonadi6.jpg
- پرونده:Freydun Jonadi8.jpg

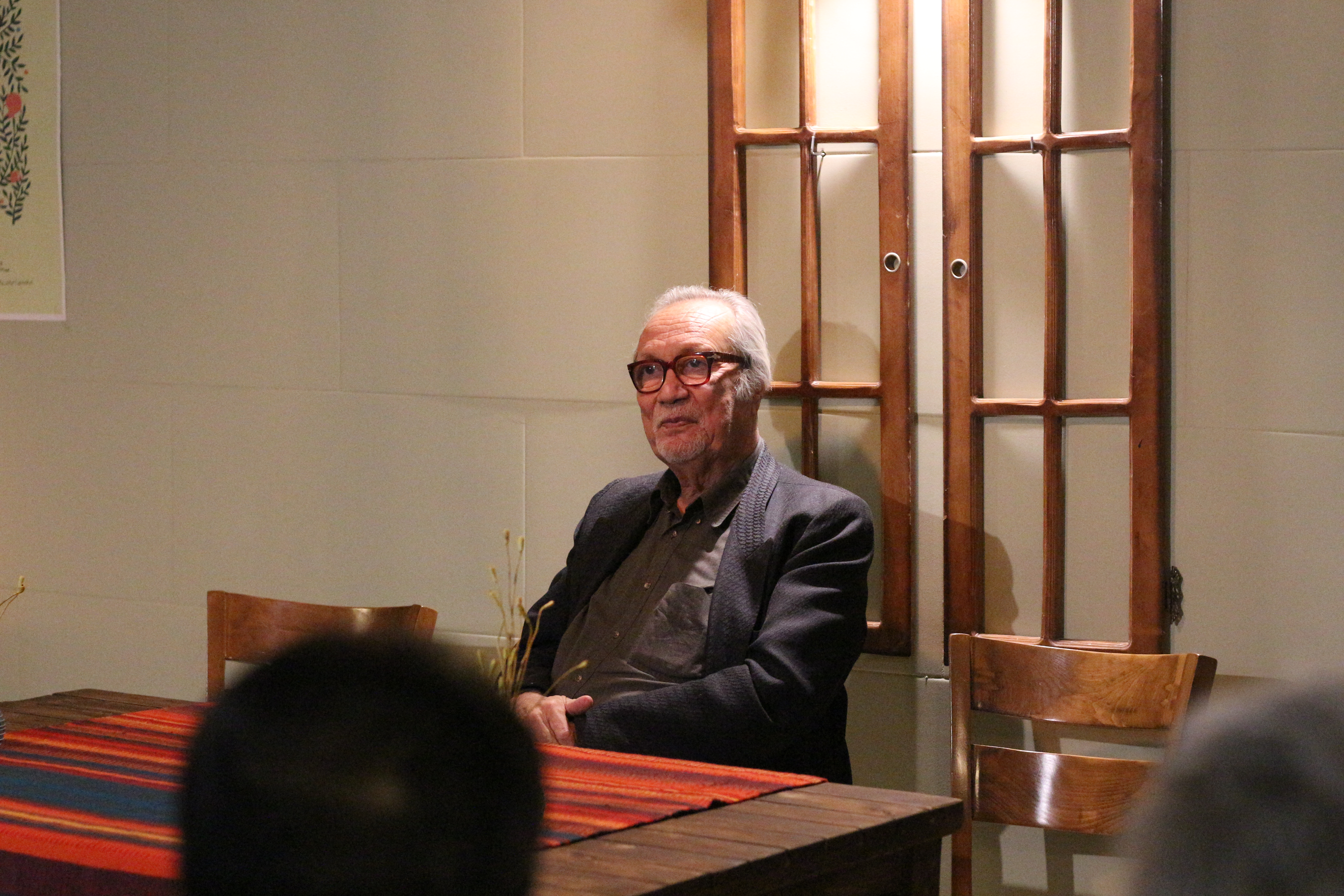
شب چله 1398

### گفتگو با چند خبرگزاری
1. درگاه زبان وادب پارسی - پهرست - همه چیز درباره استاد فریدون جنیدی
2. ویرایش سی ساله شاهنامه پایان یافت
3. ویژه پرونده جهان‌نما- فریدون جنیدی: مفاخر ما را نشانه رفته‌اند
4. دکتر «فریدون جنیدی»:جشن شب یلدا، جشن بزرگداشت علم است